# Mohammad Ali Movahedi-Kermani
Mohammad Ali Movahedi-Kermani (en persan : محمدعلی موحدی کرمانی), né en 1931 à Kerman, est un religieux musulman chiite et homme politique iranien. Il est l'un des imams éphémères de la prière du vendredi à Téhéran et ancien secrétaire général de l'Association du clergé militant. Il est également membre de l'Assemblée des experts depuis 1983 et préside celle-ci depuis le 21 mai 2024.
Il était auparavant l'un des vice-présidents de l'Assemblée consultative islamique.

## Carrière politique
Movahedi a remporté 685 974 voix dans la province de Kerman pour sa réélection à la 4e Assemblée des experts. Il a été classé deuxième après Ahmad Khatami (en) dans la circonscription. Réélu en 2016 puis en 2024, il est élu président de l'Assemblée le 21 mai 2024.

## Vues
Movahedi-Kermani affirme qu'il faut adhérer à l'instruction du chef juriste islamique, selon la doctrine du Velayat-e faqih. Il estime également que les États-Unis tentent de « présenter le clergé et la religion comme des échecs ».